# Mokrousowo (obwód kurski)
Mokrousowo (ros. Мокроусово) – wieś (ros. деревня, trb. dieriewnia) w zachodniej Rosji, w sielsowiecie pietrowskim rejonu chomutowskiego w obwodzie kurskim.

## Geografia
Miejscowość położona jest nad rzeką Pody oraz jej dopływem Stierżeń, 1,5 km od centrum administracyjnego sielsowietu pietrowskiego (Pody), 15 km od centrum administracyjnego rejonu (Chomutowka), 103 km od Kurska.
W granicach miejscowości znajduje się ulica Zariecznaja (8 posesji).

## Historia
Do czasu reformy administracyjnej w roku 2010 wieś Mokrousowo wchodziła w skład sielsowietu podowskiego. W tymże roku doszło do włączenia sielsowietów podowskiego i ługowskiego w sielsowiet pietrowski, a nowym centrum administracyjnym stały się Pody.

## Demografia
W 2010 r. miejscowość zamieszkiwało 11 osób.